# Petoskey (Stein)

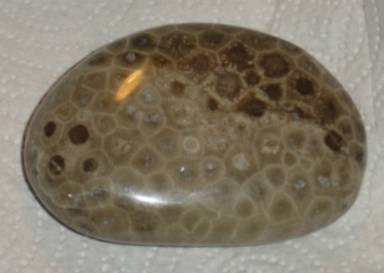
Polierter Petoskey-Stein

Der Petoskey-Stein ist ein als Schmuckstein polierbares Gestein, das aus versteinerten Korallenskeletten besteht, die im Devon in einem warmen Meer wuchsen, und am Michigansee (Großen Seen) im US-Bundesstaat Michigan gefunden wird. Erst gräulich-bräunlich gefärbt, erscheint nach Befeuchtung das wabenförmige Muster, das von den Querschnitten der Gehäuse der einzelnen Korallenpolypen erzeugt wird. Die wissenschaftliche Bezeichnung der Koralle Hexagonaria percarinata wurde von der sechseckigen Form der Korallenquerschnitte abgeleitet. 
Der Name ist vom Ort Petoskey (Michigan) und damit vom Ottawa-Häuptling Petosegay abgeleitet, dessen Stamm früher in der Gegend des Ortes lebte, an dem diese Steine besonders häufig gefunden werden. Gouverneur George W. Romney erklärte den Petoskey-Stein am 28. Juni 1965 zum offiziellen Staatsstein von Michigan.
Bei Stürmen werden immer wieder neue Steine auf den Strand des Michigansees gespült, die von Touristen und Einheimischen gesammelt werden. In Souvenirläden wird er als natürlich belassener Stein oder zu Schmuckstücken verarbeitet als preisgünstiges Mitbringsel aus der Region verkauft.